# Burslem
Burslem – miasto w Anglii, w hrabstwie ceremonialnym Staffordshire, w dystrykcie (unitary authority) Stoke-on-Trent. Leży 27 km na północ od miasta Stafford i 221 km na północny zachód od Londynu. Miasto liczy 14 303 mieszkańców. Burslem jest wspomniana w Domesday Book (1086) jako Bacardeslim.
24 grudnia 1945 roku urodził się tu Lemmy Kilmister.